# Stazione di Vievola
La stazione di Vievola (in francese Viévola) (in brigasco Viévura), località di Tenda, si trova sulla linea Cuneo-Ventimiglia a meno di un chilometro dal portale sud della galleria ferroviaria del colle di Tenda.

La stazione è stata italiana fino al 15 settembre 1947: il giorno successivo l'alta val Roia venne infatti scorporata dalla provincia di Cuneo e divenne territorio francese in forza del trattato di pace con la Francia.

Connessa con la stazione di Limone Piemonte attraverso la galleria «Tenda», è rimasta isolata dalla parte sud della Cuneo-Ventimiglia per le distruzioni subite dalla linea alla fine della seconda guerra mondiale. Chiusa al traffico dal 16 settembre 1947, è stata sporadicamente utilizzata negli anni 1950-1960 per il trasporto di legname e per un servizio navetta di trasporto automobili attraverso il colle di Tenda nel periodo invernale. È stata riaperta all'esercizio il 6 ottobre 1979 in occasione della ricostruzione della linea per Ventimiglia.

## Storia

### Le fasi realizzative
Il piazzale della stazione di Vievola venne realizzato dall'impresa Fratelli Vaccari di Valenza con i materiali di risulta dello scavo della sezione sud della galleria «Tenda». I fabbricati furono completati nel secondo semestre del 1898 dalla stessa impresa, assieme alla galleria, ma si dovette attendere la posa dei binario tra Limone Piemonte e Vievola per l'entrata in servizio della stazione, che avvenne il 1º ottobre 1900.

L'esercizio, inizialmente assicurato dalla Società Italiana per le Strade Ferrate del Mediterraneo, nota anche come Rete Mediterranea (RM), passò nel 1905 alle Ferrovie dello Stato (FS).

Vievola, che oltre alle baracche costruite per ospitare le maestranze addette alla costruzione della galleria, comprendeva allora solo pochi cascinali, rimase per quasi tredici anni il capolinea provvisorio e solitario di una linea che non si sapeva se e come dovesse essere proseguita. Soltanto nel febbraio 1911, dopo aver superato un'interminabile serie di difficoltà nazionali e internazionali per definire il percorso della ferrovia fino a Nizza e Ventimiglia, vennero assegnati gli ultimi lotti della Vievola-Tenda, che entrò in servizio il 7 settembre 1913.

La realizzazione dell'intera linea per Ventimiglia e Nizza richiese tempi ancora più lunghi: venne infatti aperta soltanto il 30 ottobre 1928.
Il piazzale fu equipaggiato con la linea di contatto bifilare in occasione dell'elettrificazione in corrente alternata trifase a 3,6 kV-16⅔ Hz della Cuneo Gesso-San Dalmazzo di Tenda, che venne esercita a trazione elettrica a partire dal 15 maggio 1931.

### Le distruzioni belliche e la cessione alla Francia
La stazione di Vievola non subì danni, ma rimase completamente isolata dalla rete FS per la distruzione sistematica dei principali viadotti e gallerie della linea operata dall'esercito tedesco in ritirata nella primavera del 1945, in particolare della galleria «Tenda» e del viadotto di Vievola, situati a breve distanza rispettivamente a nord e a sud della stazione.

Nonostante la sollecita ricostruzione della suddetta galleria, di cui furono distrutti solo i portali, fu necessario attendere il ripristino del viadotto Rivoira, situato dopo la stazione di Vernante, perché i treni provenienti da Cuneo potessero nuovamente raggiungere Vievola, che fu riaperta all'esercizio a trazione elettrica soltanto il 22 dicembre 1946. Da un orario della primavera 1947 risulta che erano in servizio cinque coppie di treni tra Cuneo Gesso e Vievola, dove i passeggeri potevano trasbordare su camion delle FS per raggiungere il confine.

Non sarebbe stato difficile proseguire con la ricostruzione oltre Vievola, ma il 10 febbraio 1947 l'ambasciatore d'Italia a Parigi Antonio Meli Lupi di Soragna firmò il trattato di pace che prevedeva la cessione di Tenda e Briga Marittima alla Francia, circostanza che fermò i lavori di ripristino. In forza del suddetto trattato, alle ore 22 del 15 settembre 1947 il tricolore italiano fu ammainato dalle caserme e dagli uffici pubblici di Tenda e Briga Marittima. Il primo treno del mattino successivo fu l'ultimo a raggiungere Vievola per prelevare i ferrovieri in servizio in stazione. A partire da quella mattina tutti i treni si fermarono a Limone Piemonte.

### L'abbandono e la riapertura

#### L'abbandono parziale
A partire dal 16 settembre 1947 la stazione di Vievola passò in carico alla SNCF assieme a quelle di Tenda, Briga Marittima, San Dalmazzo di Tenda e Piena. A differenza delle altre, irraggiungibili per la distruzione della Cuneo-Ventimiglia, Vievola non fu completamente abbandonata perché, in forza di un accordo con la SNCF, le FS ottennero nel 1949 la possibilità di far circolare treni sulla Limone-Vievola:
(Orario di Servizio 91/1949)
Il 1º ottobre 1949 le locomotive trifasi E.554 tornarono a Vievola alla testa di treni merci istituiti per caricare tronchi d'albero tagliati nell'alta valle Roja. Il trasporto dei tronchi non creò un grande traffico, ma la linea era disponibile ed era conveniente servirsene. Negli anni successivi il servizio si diradò fino a diventare sporadico e nel 1958 si preferì abbandonarlo perché era diventato più conveniente servirsi dei camion.
Il 10 gennaio 1964 venne istituito un servizio navetta per il trasporto delle auto per agevolare chi voleva attraversare il colle di Tenda nei mesi invernali. Per ottenerlo fu necessaria una trattativa di 16 mesi tra FS, SNCF e l'amministrazione provinciale di Cuneo, che si accollò tutte le spese per impianti, attrezzature ed esercizio. I controlli venivano effettuati da dogana e polizia italiana a Limone Piemonte, mentre i francesi facevano altrettanto a Vievola.

Il servizio durò fino al 1º marzo 1964 ed ebbe poco successo anche a causa delle scarse nevicate che resero impercorribile la strada solo in poche occasioni. Nell'inverno successivo le navette ripresero la spola dal 24 dicembre 1964 al 13 febbraio 1965, ma anche in questa occasione le condizioni meteorologiche giocarono a sfavore. Nella stagione successiva, visti i pesanti disavanzi delle gestioni precedenti, l'amministrazione provinciale decise di istituire le navette solo in condizioni di forte maltempo, cosa che non avvenne, e il servizio fu definitivamente accantonato.

Ciononostante le FS continuarono a mantenere in orario il «Servizio speciale celere per il trasporto a mezzo ferrovia di automobili da turismo fra Limone e Vievola»:
(Orario generale di servizio 1973/74)
Lo stesso orario di servizio prevedeva 7 coppie di «treni straordinari celeri» con cadenza di due ore e partenze da Limone dalle 7.30 alle 19.30 e da Vievola dalle 8.30 alle 20.30 ma, come già detto, tali treni rimasero solo sulla carta, anche perché col passare degli anni diminuivano progressivamente le garanzie che la linea, priva di manutenzione sistematica e percorsa sporadicamente solo da carrelli di servizio, potesse sopportare in condizioni di sicurezza il passaggio di un treno impostato in orario a 50 km/h. Nonostante ciò, quando nel marzo del 1974 la corrente continua a 3 kV prese il posto dell'alimentazione elettrica trifase sulla Cuneo-Limone, i lavori di conversione furono estesi anche alla parte di piazzale della stazione di Vievola destinata all'eventuale servizio di treni navetta. Più precisamente la conversione in corrente continua a 3 kV interessò i primi due binari e il binario tronco a lato del piano caricatore, su cui vennero spostati su un unico isolatore i due fili della linea di contatto bifilare del sistema trifase, lasciati invece inalterati sui restanti binari del piazzale.

#### La riapertura
Il nuovo confine in valle Roja fu un forte ostacolo per la ricostruzione della Cuneo-Ventimiglia, la cui parte francese non venne ripristinata nonostante le promesse fatte alle popolazioni di Tenda e Briga Marittima in occasione del referendum che avrebbe sancito il loro passaggio alla Francia. Dopo decenni di disinteresse da parte di entrambi gli stati la situazione si sbloccò il 24 giugno 1970 con la firma di una convenzione italo-francese, ma per il ripristino del tratto in territorio transalpino fu necessario attendere fino al 1º febbraio 1976, data ufficiale di inizio dei lavori.

Nei mesi successivi l'impresa Balagayrie di Breil-sur-Roya, che ricevette l'incarico di ripulire la piattaforma dell'intera linea, si occupò della demolizione delle installazioni elettriche di trazione presenti sul piazzale di Vievola.

Il 20 luglio 1978 una locomotiva diesel FS proveniente da Limone spinse a bassissima velocità (6 km/h - passo d'uomo) oltre il confine alcuni carri carichi di traverse e rotaie, movimento in regime di manovra che si ripeté diverse volte nei giorni successivi. Era il materiale per la risistemazione del binario nella parte francese della galleria «Tenda» e del piazzale di Vievola dove, in poco meno di un mese, venne creata un'officina all'aperto. Vievola era diventata infatti la sede del cantiere per la preparazione del binario da posare sulla linea ricostruita. Completati i lavori di risistemazione, le FS e la SNCF fissarono per le ore 10 del 17 agosto 1978 la riapertura ufficiale della tratta Limone Piemonte-Vievola e da quel momento i treni materiali cominciarono a circolare secondo un orario prestabilito, senza più la limitazione di velocità a passo d'uomo.
Terminata la fase di cantiere i binari vennero smantellati e il piazzale di Vievola assunse la configurazione definitiva, che prevedeva due binari di transito e un binario tronco a servizio del piano caricatore. Vennero quindi installate le apparecchiature di segnalamento e sicurezza e la stazione ritornò in esercizio commerciale il 6 ottobre 1979.

## Strutture e impianti
Stazione su linea a semplice binario composta da fabbricato viaggiatori, magazzino merci, piano caricatore e, in origine, rimessa locomotive. Quota del piano del ferro: 977,83 m s.l.m..

### Configurazione del piazzale
Il piazzale era dotato in origine di quattro binari e tre binari tronchi, di cui uno per la rimessa locomotive.

Venne poi modificato in occasione del proseguimento della linea, portandolo a sei i binari di transito e sosta e mantenendo il solo binario tronco che fiancheggiava il piano caricatore scoperto. Tale configurazione rimase immutata fino alla ricostruzione della Cuneo-Ventimiglia.
Con la riapertura al traffico della Limone-Ventimiglia (6 ottobre 1979) il piazzale venne ridotto a due binari di transito di lunghezza utile di 750 m e a un binario tronco fiancheggiante il piano caricatore.

### Modalità di trazione
- Trazione a vapore fino al 1931[7].
- Elettrificazione in corrente alternata trifase a 3,6 kV-16⅔ Hz dell'intero piazzale nel 1931[7].
- Conversione in corrente continua a 3 kV nel 1974[18][19].
- Smantellamento della linea aerea nel 1976[21].
- Trazione termica dalla riapertura della Cuneo-Ventimiglia nel 1979[28].

### Impianti di segnalamento e sicurezza
Dal ripristino della Limone-Vievola (22 dicembre 1946) fino alla ricostruzione della Cuneo-Ventimiglia:
- Segnale di avviso luminoso e segnale di protezione semaforico di 1ª categoria a manovra elettrica sul lato Limone.
- I deviatoi dell'itinerario sono assicurati con fermascambi tipo FS, le cui chiavi vengono raccolte e introdotte in una serratura centrale dalla quale viene poi estratta la chiave FS che, introdotta e girata nell'apposita serratura, serve per manovrare a via libera il segnale di protezione per i treni in arrivo.
- Deviatoi a manovra manuale equipaggiati con fermascambi.
- Circolazione treni in regime di blocco telefonico.

Dalla riapertura della Cuneo-Ventimiglia (6 ottobre 1979):
- Segnalamento di avviso, protezione e partenza con 8 segnali di tipo francese con indicazioni luminose conformi al regolamento segnali FS[29].
- Apparato centrale elettrico a itinerari di tipo francese (Poste d'aiguillage tout relais à transit souple - PRS) telecomandato da Breil-sur-Roya[29].
- Deviatoi a manovra elettrica equipaggiati con dispositivo di riscaldamento antighiaccio e autorizzati per una velocità di 60 km/h sul ramo deviato[27].
- Circolazione treni in regime di blocco conta-assi SNCF[29] dotata del sistema italiano scmt.
- Stazione impresenziata[29].

### Curiosità
- Della stazione, pur appartenendo alla rete ferroviaria francese (SNCF), è resa possibile la consultazione del quadro "arrivi/partenze" dei treni della compagnia Trenitalia in tempo reale sul sito www.viaggiatreno.it, servizio offerto dalla Ferrovie dello Stato Italiane.
- La stazione ad oggi è l'unica stazione in territorio francese servita esclusivamente da treni italiani.